# Northern & Shell
Northern and Shell Network Ltd ist ein 1974 gegründetes britisches Medienunternehmen. Es veröffentlichte von 2000 bis Februar 2018 die Zeitungen Daily Express, Sunday Express, Daily Star und Daily Star Sunday sowie die Magazine OK! Magazin, Star und New!. Zudem betrieb das Unternehmen bis 2014 den Fernsehsender Channel 5. Northern & Shell besitzt Portland TV, ein Unternehmen, welches u. a. die pornographischen Pay-per-View-Sender Television X und Red Hot TV betreibt.
Richard Desmond ist Chairman des Board of Directors.